# Cupa Davis 2008
Cupa Davis 2008 reprezintă cea de-a 97-a ediție a turneului masculin de tenis pe națiuni. În finala care a avut loc în perioada 21 - 23 noiembrie, Spania a învins Argentina și a obținut cel de-al 3-lea titlu al său.

## Cupa Mondială 2008
| 2008 Echipele Grupei Mondiale | 2008 Echipele Grupei Mondiale | 2008 Echipele Grupei Mondiale | 2008 Echipele Grupei Mondiale |
| Argentina                     | Austria                       | Belgia                        | Cehia                         |
| Coreea de Sud                 | Franța                        | Germania                      | Israel                        |
| Marea Britanie                | Peru                          | România                       | Rusia                         |
| Serbia                        | Spania                        | Suedia                        | Statele Unite                 |
| ----------------------------- | ----------------------------- | ----------------------------- | ----------------------------- |

## Rezultate
|  | Turul unu 8-10 februarie | Turul unu 8-10 februarie | Turul unu 8-10 februarie |   |            | Turul doi 11-13 aprilie | Turul doi 11-13 aprilie | Turul doi 11-13 aprilie |   |  | Semifinale 19-21 septembrie | Semifinale 19-21 septembrie | Semifinale 19-21 septembrie |   |  | Finală 21-23 noiembrie | Finală 21-23 noiembrie | Finală 21-23 noiembrie |
|  |                          |                          |                          |   |            |                         |                         |                         |   |  |                             |                             |                             |   |  |                        |                        |                        |
|  | F                        | Rusia*                   | 3                        |   |            |                         |                         |                         |   |  |                             |                             |                             |   |  |                        |                        |                        |
|  |                          | Serbia                   | 2                        |   |            |                         |                         |                         |   |  |                             |                             |                             |   |  |                        |                        |                        |
|  |                          | Serbia                   | 2                        |   | Rusia*     | 3                       |                         |                         |   |  |                             |                             |                             |   |  |                        |                        |                        |
|  |                          |                          |                          |   | Rusia*     | 3                       |                         |                         |   |  |                             |                             |                             |   |  |                        |                        |                        |
|  |                          |                          | Cehia                    | 2 |            |                         |                         |                         |   |  |                             |                             |                             |   |  |                        |                        |                        |
|  | F                        | Belgia                   | Cehia                    | 2 | 2          |                         |                         |                         |   |  |                             |                             |                             |   |  |                        |                        |                        |
|  | F                        | Belgia                   |                          |   | 2          |                         |                         |                         |   |  |                             |                             |                             |   |  |                        |                        |                        |
|  |                          | Cehia*                   | 3                        |   |            |                         |                         |                         |   |  |                             |                             |                             |   |  |                        |                        |                        |
|  |                          |                          |                          |   |            |                         |                         | Rusia                   | 2 |  |                             |                             |                             |   |  |                        |                        |                        |
|  |                          |                          |                          |   |            |                         |                         |                         | 2 |  |                             |                             |                             |   |  |                        |                        |                        |
|  |                          |                          | Argentina*               | 3 |            |                         |                         |                         |   |  |                             |                             |                             |   |  |                        |                        |                        |
|  | F                        | Argentina*               | Argentina*               | 3 | 4          |                         |                         |                         |   |  |                             |                             |                             |   |  |                        |                        |                        |
|  | F                        | Argentina*               |                          |   | 4          |                         |                         |                         |   |  |                             |                             |                             |   |  |                        |                        |                        |
|  |                          | Marea Britanie           | 1                        |   |            |                         |                         |                         |   |  |                             |                             |                             |   |  |                        |                        |                        |
|  |                          | Marea Britanie           | 1                        |   | Argentina* | 4                       |                         |                         |   |  |                             |                             |                             |   |  |                        |                        |                        |
|  |                          |                          |                          |   | Argentina* | 4                       |                         |                         |   |  |                             |                             |                             |   |  |                        |                        |                        |
|  |                          |                          | Suedia                   | 1 |            |                         |                         |                         |   |  |                             |                             |                             |   |  |                        |                        |                        |
|  | F                        | Suedia                   | Suedia                   | 1 | 3          |                         |                         |                         |   |  |                             |                             |                             |   |  |                        |                        |                        |
|  | F                        | Suedia                   |                          |   | 3          |                         |                         |                         |   |  |                             |                             |                             |   |  |                        |                        |                        |
|  |                          | Israel*                  | 2                        |   |            |                         |                         |                         |   |  |                             |                             |                             |   |  |                        |                        |                        |
|  |                          |                          |                          |   |            |                         |                         |                         |   |  |                             |                             | Argentina*                  | 1 |  |                        |                        |                        |
|  |                          |                          |                          |   |            |                         |                         |                         |   |  |                             |                             |                             |   |  |                        |                        |                        |
|  |                          |                          | Spania                   | 3 |            |                         |                         |                         |   |  |                             |                             |                             |   |  |                        |                        |                        |
|  |                          | Coreea de Sud            | Spania                   | 3 | 2          |                         |                         |                         |   |  |                             |                             |                             |   |  |                        |                        |                        |
|  |                          | Coreea de Sud            |                          |   | 2          |                         |                         |                         |   |  |                             |                             |                             |   |  |                        |                        |                        |
|  | F                        | Germania*                | 3                        |   |            |                         |                         |                         |   |  |                             |                             |                             |   |  |                        |                        |                        |
|  | F                        | Germania*                | 3                        |   |            | Germania*               | 1                       |                         |   |  |                             |                             |                             |   |  |                        |                        |                        |
|  |                          |                          |                          |   |            | Germania*               | 1                       |                         |   |  |                             |                             |                             |   |  |                        |                        |                        |
|  |                          |                          | Spania                   | 4 |            |                         |                         |                         |   |  |                             |                             |                             |   |  |                        |                        |                        |
|  |                          | Peru*                    | Spania                   | 4 | 0          |                         |                         |                         |   |  |                             |                             |                             |   |  |                        |                        |                        |
|  |                          | Peru*                    |                          |   | 0          |                         |                         |                         |   |  |                             |                             |                             |   |  |                        |                        |                        |
|  | F                        | Spania                   | 5                        |   |            |                         |                         |                         |   |  |                             |                             |                             |   |  |                        |                        |                        |
|  | F                        | Spania                   | 5                        |   |            |                         |                         |                         |   |  | Spania*                     | 4                           |                             |   |  |                        |                        |                        |
|  |                          |                          |                          |   |            |                         |                         |                         |   |  | Spania*                     | 4                           |                             |   |  |                        |                        |                        |
|  |                          |                          | SUA                      | 1 |            |                         |                         |                         |   |  |                             |                             |                             |   |  |                        |                        |                        |
|  |                          | România*                 | SUA                      | 1 | 0          |                         |                         |                         |   |  |                             |                             |                             |   |  |                        |                        |                        |
|  |                          | România*                 |                          |   | 0          |                         |                         |                         |   |  |                             |                             |                             |   |  |                        |                        |                        |
|  | F                        | Franța                   | 5                        |   |            |                         |                         |                         |   |  |                             |                             |                             |   |  |                        |                        |                        |
|  | F                        | Franța                   | 5                        |   |            | Franța                  | 1                       |                         |   |  |                             |                             |                             |   |  |                        |                        |                        |
|  |                          |                          |                          |   |            | Franța                  | 1                       |                         |   |  |                             |                             |                             |   |  |                        |                        |                        |
|  |                          |                          | SUA*                     | 4 |            |                         |                         |                         |   |  |                             |                             |                             |   |  |                        |                        |                        |
|  |                          | Austria*                 | SUA*                     | 4 | 1          |                         |                         |                         |   |  |                             |                             |                             |   |  |                        |                        |                        |
|  |                          | Austria*                 |                          |   | 1          |                         |                         |                         |   |  |                             |                             |                             |   |  |                        |                        |                        |
|  | F                        | SUA                      | 4                        |   |            |                         |                         |                         |   |  |                             |                             |                             |   |  |                        |                        |                        |

#### Legendă
- F =favorit
- * =țară gazdă

Echipele care pierd în primul tur vor susține meciuri de baraj pentru Grupa Mondială 2009.

## Turul unu
| | Rusia | 3                                 | -    | 2    | Serbia |    |   |
| --- | ----- | --------------------------------- | ---- | ---- | ------ | -- | - |
| Small Sports Arena "Luzhniki", Moscova, Rusia |       |                                   |      |      |        |    |   |
| 8 - 10 februarie 2008 |       |                                   |      |      |        |    |   |
| \| 1 \| \| Mikhail Youzhny \| 2 \| 6 \| 6 \| 6 \| \| \| 1 \| \| Nenad Zimonjic \| 6 \| 3 \| 2 \| 4 \| \| \| 2 \| \| Nikolai Davidenko \| 6 \| 1 \| 6 \| 1 \| 6 \| \| 2 \| \| Viktor Troicki \| 1 \| 6 \| 3 \| 6 \| 2 \| \| 3 \| \| Mikhail Youzhny - Dmitri Tursunov \| 3 \| 6(6) \| 6(5) \| \| \| \| 3 \| \| Novak Djokovic - Nenad Zimonjic \| 6 \| 7(8) \| 7(7) \| \| \| \| \| \| \| \| \| \| \| \| \| 4 \| \| Nikolai Davidenko \| 3 \| 4 \| 6 \| \| \| \| 4 \| \| Novak Djokovic \| 6 \| 6 \| 4 \| ab \| \| \| \| \| \| \| \| \| \| \| \| 5 \| \| Dmitri Tursunov \| 6(7) \| 6 \| \| \| \| \| 5 \| \| Viktor Troicki \| 7(9) \| 4 \| \| \| \| \| \| \| \| \| \| \| \| \| |       |                                   |      |      |        |    |   |
| 1 |       | Mikhail Youzhny                   | 2    | 6    | 6      | 6  |   |
| 1 |       | Nenad Zimonjic                    | 6    | 3    | 2      | 4  |   |
| 2 |       | Nikolai Davidenko                 | 6    | 1    | 6      | 1  | 6 |
| 2 |       | Viktor Troicki                    | 1    | 6    | 3      | 6  | 2 |
| 3 |       | Mikhail Youzhny - Dmitri Tursunov | 3    | 6(6) | 6(5)   |    |   |
| 3 |       | Novak Djokovic - Nenad Zimonjic   | 6    | 7(8) | 7(7)   |    |   |
| |       |                                   |      |      |        |    |   |
| 4 |       | Nikolai Davidenko                 | 3    | 4    | 6      |    |   |
| 4 |       | Novak Djokovic                    | 6    | 6    | 4      | ab |   |
| |       |                                   |      |      |        |    |   |
| 5 |       | Dmitri Tursunov                   | 6(7) | 6    |        |    |   |
| 5 |       | Viktor Troicki                    | 7(9) | 4    |        |    |   |
| |       |                                   |      |      |        |    |   |

| | Belgia | 2                                | -    | 3    | Cehia |   |   |
| --- | ------ | -------------------------------- | ---- | ---- | ----- | - | - |
| CEZ Arena, Ostrava, Republica Cehă |        |                                  |      |      |       |   |   |
| 8 - 10 februarie 2008 |        |                                  |      |      |       |   |   |
| \| 1 \| \| Tomas Berdych \| 6 \| 6 \| 6 \| \| \| \| 1 \| \| Kristof Vliegen \| 3 \| 1 \| 4 \| \| \| \| 2 \| \| Radek Stepanek \| 6 \| 7(7) \| 7(7) \| \| \| \| 2 \| \| Steve Darcis \| 4 \| 6(4) \| 6(5) \| \| \| \| 3 \| \| Tomas Berdych - Radek Stepanek \| 6(6) \| 7(8) \| 7 \| 5 \| 6 \| \| 3 \| \| Kristof Vliegen - Olivier Rochus \| 7(7) \| 6(6) \| 5 \| 7 \| 4 \| \| \| \| \| \| \| \| \| \| \| 4 \| \| Lukas Dlouhy \| 6(1) \| 4 \| \| \| \| \| 4 \| \| Steve Darcis \| 7(7) \| 6 \| \| \| \| \| \| \| \| \| \| \| \| \| \| 5 \| \| Pavel Vizner \| 7(7) \| 5 \| \| \| \| \| 5 \| \| Ruben Bemelmans \| 6(4) \| 7 \| \| \| \| \| \| \| \| \| \| \| \| \| |        |                                  |      |      |       |   |   |
| 1 |        | Tomas Berdych                    | 6    | 6    | 6     |   |   |
| 1 |        | Kristof Vliegen                  | 3    | 1    | 4     |   |   |
| 2 |        | Radek Stepanek                   | 6    | 7(7) | 7(7)  |   |   |
| 2 |        | Steve Darcis                     | 4    | 6(4) | 6(5)  |   |   |
| 3 |        | Tomas Berdych - Radek Stepanek   | 6(6) | 7(8) | 7     | 5 | 6 |
| 3 |        | Kristof Vliegen - Olivier Rochus | 7(7) | 6(6) | 5     | 7 | 4 |
| |        |                                  |      |      |       |   |   |
| 4 |        | Lukas Dlouhy                     | 6(1) | 4    |       |   |   |
| 4 |        | Steve Darcis                     | 7(7) | 6    |       |   |   |
| |        |                                  |      |      |       |   |   |
| 5 |        | Pavel Vizner                     | 7(7) | 5    |       |   |   |
| 5 |        | Ruben Bemelmans                  | 6(4) | 7    |       |   |   |
| |        |                                  |      |      |       |   |   |

| | Argentina   | 4                               | - | 1     | Marea Britanie |  |  |
| --- | ----------- | ------------------------------- | - | ----- | -------------- |  |  |
| Estadio Parque Roca, Buenos Aires, Argentina |             |                                 |   |       |                |  |  |
| 8 - 10 februarie 2008 |             |                                 |   |       |                |  |  |
| \| 1 \| \| David Nalbandian \| 6 \| 6 \| 6 \| \| \| \| 1 \| \| Jamie Baker \| 1 \| 3 \| 3 \| \| \| \| 2 \| \| Agustin Calleri \| 6 \| 6 \| 6 \| \| \| \| 2 \| \| Alex Bogdanovic \| 3 \| 3 \| 1 \| \| \| \| 3 \| \| Jose Acasuso - David Nalbandian \| 6 \| 7(13) \| 6 \| \| \| \| 3 \| \| Ross Hutchins - Jamie Murray \| 2 \| 6(11) \| 0 \| \| \| \| \| \| \| \| \| \| \| \| \| 4 \| \| Jose Acasuso \| 7 \| 7 \| \| \| \| \| 4 \| \| Alex Bogdanovic \| 5 \| 5 \| \| \| \| \| \| \| \| \| \| \| \| \| \| 5 \| \| Agustin Calleri \| \| \| \| \| \| \| 5 \| Jamie Baker \| \| \| \| \| \| \| \| \| \| \| \| \| \| \| \| |             |                                 |   |       |                |  |  |
| 1 |             | David Nalbandian                | 6 | 6     | 6              |  |  |
| 1 |             | Jamie Baker                     | 1 | 3     | 3              |  |  |
| 2 |             | Agustin Calleri                 | 6 | 6     | 6              |  |  |
| 2 |             | Alex Bogdanovic                 | 3 | 3     | 1              |  |  |
| 3 |             | Jose Acasuso - David Nalbandian | 6 | 7(13) | 6              |  |  |
| 3 |             | Ross Hutchins - Jamie Murray    | 2 | 6(11) | 0              |  |  |
| |             |                                 |   |       |                |  |  |
| 4 |             | Jose Acasuso                    | 7 | 7     |                |  |  |
| 4 |             | Alex Bogdanovic                 | 5 | 5     |                |  |  |
| |             |                                 |   |       |                |  |  |
| 5 |             | Agustin Calleri                 |   |       |                |  |  |
| 5 | Jamie Baker |                                 |   |       |                |  |  |
| |             |                                 |   |       |                |  |  |

| | Israel | 2                                | -    | 3    | Suedia |  |  |
| --- | ------ | -------------------------------- | ---- | ---- | ------ |  |  |
| Canada Stadium, Ramat Hasharon, Israel |        |                                  |      |      |        |  |  |
| 8 - 10 februarie 2008 |        |                                  |      |      |        |  |  |
| \| 1 \| \| Dudi Sela \| 7 \| 6 \| 6 \| \| \| \| 1 \| \| Jonas Bjorkman \| 6 \| 3 \| 1 \| \| \| \| 2 \| \| Harel Levy \| 1 \| 1 \| 3 \| \| \| \| 2 \| \| Thomas Johansson \| 6 \| 6 \| 6 \| \| \| \| 3 \| \| Jonathan Erlich - Andy Ram \| 6 \| 7(7) \| 7 \| \| \| \| 3 \| \| Simon Aspelin - Robert Lindstedt \| 3 \| 6(3) \| 5 \| \| \| \| \| \| \| \| \| \| \| \| \| 4 \| \| Dudi Sela \| 6(6) \| 1 \| 5 \| \| \| \| 4 \| \| Thomas Johansson \| 7(8) \| 6 \| 7 \| \| \| \| \| \| \| \| \| \| \| \| \| 5 \| \| Harel Levy \| 6 \| 4 \| 3 \| \| \| \| 5 \| \| Jonas Bjorkman \| 0 \| 6 \| 6 \| \| \| \| \| \| \| \| \| \| \| \| |        |                                  |      |      |        |  |  |
| 1 |        | Dudi Sela                        | 7    | 6    | 6      |  |  |
| 1 |        | Jonas Bjorkman                   | 6    | 3    | 1      |  |  |
| 2 |        | Harel Levy                       | 1    | 1    | 3      |  |  |
| 2 |        | Thomas Johansson                 | 6    | 6    | 6      |  |  |
| 3 |        | Jonathan Erlich - Andy Ram       | 6    | 7(7) | 7      |  |  |
| 3 |        | Simon Aspelin - Robert Lindstedt | 3    | 6(3) | 5      |  |  |
| |        |                                  |      |      |        |  |  |
| 4 |        | Dudi Sela                        | 6(6) | 1    | 5      |  |  |
| 4 |        | Thomas Johansson                 | 7(8) | 6    | 7      |  |  |
| |        |                                  |      |      |        |  |  |
| 5 |        | Harel Levy                       | 6    | 4    | 3      |  |  |
| 5 |        | Jonas Bjorkman                   | 0    | 6    | 6      |  |  |
| |        |                                  |      |      |        |  |  |

| | Germania | 3                              | - | 2 | Coreea de Sud |      |   |
| --- | -------- | ------------------------------ | - | - | ------------- | ---- | - |
| Volkswagen Halle Braunschweig, Halle, Germania |          |                                |   |   |               |      |   |
| 8 - 10 februarie 2008 |          |                                |   |   |               |      |   |
| \| 1 \| \| Philipp Kohlschreiber \| 6 \| 6 \| 6 \| \| \| \| 1 \| \| Jae-Sung An \| 2 \| 2 \| 2 \| \| \| \| 2 \| \| Florian Mayer \| 5 \| 3 \| 6 \| 7(9) \| 3 \| \| 2 \| \| Hyung-Taik Lee \| 7 \| 6 \| 1 \| 6(7) \| 6 \| \| 3 \| \| P.Kohlschreiber - P.Petzschner \| 6 \| 6 \| 6 \| \| \| \| 3 \| \| Woong-Sun Jun - Jae-Sung An \| 1 \| 3 \| 3 \| \| \| \| \| \| \| \| \| \| \| \| \| 4 \| \| Philipp Kohlschreiber \| 6 \| 4 \| 6 \| 7(7) \| \| \| 4 \| \| Hyung-Taik Lee \| 0 \| 6 \| 1 \| 6(1) \| \| \| \| \| \| \| \| \| \| \| \| 5 \| \| Michael Berrer \| 1 \| 6 \| 4 \| \| \| \| 5 \| \| Woong-Sun Jun \| 6 \| 3 \| 6 \| \| \| \| \| \| \| \| \| \| \| \| |          |                                |   |   |               |      |   |
| 1 |          | Philipp Kohlschreiber          | 6 | 6 | 6             |      |   |
| 1 |          | Jae-Sung An                    | 2 | 2 | 2             |      |   |
| 2 |          | Florian Mayer                  | 5 | 3 | 6             | 7(9) | 3 |
| 2 |          | Hyung-Taik Lee                 | 7 | 6 | 1             | 6(7) | 6 |
| 3 |          | P.Kohlschreiber - P.Petzschner | 6 | 6 | 6             |      |   |
| 3 |          | Woong-Sun Jun - Jae-Sung An    | 1 | 3 | 3             |      |   |
| |          |                                |   |   |               |      |   |
| 4 |          | Philipp Kohlschreiber          | 6 | 4 | 6             | 7(7) |   |
| 4 |          | Hyung-Taik Lee                 | 0 | 6 | 1             | 6(1) |   |
| |          |                                |   |   |               |      |   |
| 5 |          | Michael Berrer                 | 1 | 6 | 4             |      |   |
| 5 |          | Woong-Sun Jun                  | 6 | 3 | 6             |      |   |
| |          |                                |   |   |               |      |   |

| | Peru | 0                         | - | 5 | Spania |  |  |
| --- | ---- | ------------------------- | - | - | ------ |  |  |
| Jockey Club Del Peru, Lima, Peru |      |                           |   |   |        |  |  |
| 8 - 10 februarie 2008 |      |                           |   |   |        |  |  |
| \| 1 \| \| Matias Silva \| 3 \| 5 \| 0 \| \| \| \| 1 \| \| Nicolas Almagro \| 6 \| 7 \| 6 \| \| \| \| 2 \| \| Ivan Miranda \| 2 \| 3 \| 3 \| \| \| \| 2 \| \| Tommy Robredo \| 6 \| 6 \| 6 \| \| \| \| 3 \| \| Luis Horna - Ivan Miranda \| 3 \| 4 \| 6(4) \| \| \| \| 3 \| \| F.López - F.Verdasco \| 6 \| 6 \| 7(7) \| \| \| \| \| \| \| \| \| \| \| \| \| 4 \| \| Mauricio Echazú \| 4 \| 1 \| \| \| \| \| 4 \| \| Tommy Robredo \| 6 \| 6 \| \| \| \| \| \| \| \| \| \| \| \| \| \| 5 \| \| Ivan Miranda \| 2 \| 3 \| \| \| \| \| 5 \| \| Nicolas Almagro \| 6 \| 6 \| \| \| \| \| \| \| \| \| \| \| \| \| |      |                           |   |   |        |  |  |
| 1 |      | Matias Silva              | 3 | 5 | 0      |  |  |
| 1 |      | Nicolas Almagro           | 6 | 7 | 6      |  |  |
| 2 |      | Ivan Miranda              | 2 | 3 | 3      |  |  |
| 2 |      | Tommy Robredo             | 6 | 6 | 6      |  |  |
| 3 |      | Luis Horna - Ivan Miranda | 3 | 4 | 6(4)   |  |  |
| 3 |      | F.López - F.Verdasco      | 6 | 6 | 7(7)   |  |  |
| |      |                           |   |   |        |  |  |
| 4 |      | Mauricio Echazú           | 4 | 1 |        |  |  |
| 4 |      | Tommy Robredo             | 6 | 6 |        |  |  |
| |      |                           |   |   |        |  |  |
| 5 |      | Ivan Miranda              | 2 | 3 |        |  |  |
| 5 |      | Nicolas Almagro           | 6 | 6 |        |  |  |
| |      |                           |   |   |        |  |  |

| | România | 0                               | -    | 5    | Franța |   |   |
| --- | ------- | ------------------------------- | ---- | ---- | ------ | - | - |
| Sala Transilvania, Sibiu, România |         |                                 |      |      |        |   |   |
| 8 - 10 februarie 2008 |         |                                 |      |      |        |   |   |
| \| 1 \| \| Victor Hanescu \| 6(5) \| 4 \| 5 \| \| \| \| 1 \| \| Richard Gasquet \| 7(7) \| 6 \| 7 \| \| \| \| 2 \| \| Andrei Pavel \| 7(7) \| 4 \| 4 \| 4 \| \| \| 2 \| \| Jo-Wilfried Tsonga \| 6(2) \| 6 \| 6 \| 6 \| \| \| 3 \| \| Florin Mergea - Horia Tecau \| 3 \| 4 \| 7(8) \| 6 \| 2 \| \| 3 \| \| Mickael Llodra - Arnaud Clement \| 6 \| 6 \| 6(6) \| 3 \| 6 \| \| \| \| \| \| \| \| \| \| \| 4 \| \| Andrei Pavel \| 6(5) \| 6(7) \| \| \| \| \| 4 \| \| Mickael Llodra \| 7(7) \| 7(9) \| \| \| \| \| \| \| \| \| \| \| \| \| \| 5 \| \| Horia Tecau \| 6(3) \| 6 \| 4 \| \| \| \| 5 \| \| Arnaud Clement \| 7(7) \| 2 \| 6 \| \| \| \| \| \| \| \| \| \| \| \| |         |                                 |      |      |        |   |   |
| 1 |         | Victor Hanescu                  | 6(5) | 4    | 5      |   |   |
| 1 |         | Richard Gasquet                 | 7(7) | 6    | 7      |   |   |
| 2 |         | Andrei Pavel                    | 7(7) | 4    | 4      | 4 |   |
| 2 |         | Jo-Wilfried Tsonga              | 6(2) | 6    | 6      | 6 |   |
| 3 |         | Florin Mergea - Horia Tecau     | 3    | 4    | 7(8)   | 6 | 2 |
| 3 |         | Mickael Llodra - Arnaud Clement | 6    | 6    | 6(6)   | 3 | 6 |
| |         |                                 |      |      |        |   |   |
| 4 |         | Andrei Pavel                    | 6(5) | 6(7) |        |   |   |
| 4 |         | Mickael Llodra                  | 7(7) | 7(9) |        |   |   |
| |         |                                 |      |      |        |   |   |
| 5 |         | Horia Tecau                     | 6(3) | 6    | 4      |   |   |
| 5 |         | Arnaud Clement                  | 7(7) | 2    | 6      |   |   |
| |         |                                 |      |      |        |   |   |

| | Austria | 1                             | - | 4 | SUA  |      |   |
| --- | ------- | ----------------------------- | - | - | ---- | ---- | - |
| Ferry Dusika Hallenstadion, Viena, Austria |         |                               |   |   |      |      |   |
| 8 - 10 februarie 2008 |         |                               |   |   |      |      |   |
| \| 1 \| \| Jurgen Melzer \| 4 \| 6 \| 3 \| 7(7) \| 3 \| \| 1 \| \| Andy Roddick \| 6 \| 4 \| 6 \| 6(4) \| 6 \| \| 2 \| \| Stefan Koubek \| 7 \| 5 \| 2 \| 2 \| \| \| 2 \| \| James Blake \| 5 \| 7 \| 6 \| 6 \| \| \| 3 \| \| Julian Knowle - Jurgen Melzer \| 1 \| 4 \| 2 \| \| \| \| 3 \| \| Mike Bryan - Bob Bryan \| 6 \| 6 \| 6 \| \| \| \| \| \| \| \| \| \| \| \| \| 4 \| \| Stefan Koubek \| 7 \| 1 \| \| \| \| \| 4 \| \| Mike Bryan \| 5 \| 0 \| ab \| \| \| \| \| \| \| \| \| \| \| \| \| 5 \| \| Werner Eschauer \| 0 \| 6 \| 6(3) \| \| \| \| 5 \| \| Bob Bryan \| 6 \| 3 \| 7(7) \| \| \| \| \| \| \| \| \| \| \| \| |         |                               |   |   |      |      |   |
| 1 |         | Jurgen Melzer                 | 4 | 6 | 3    | 7(7) | 3 |
| 1 |         | Andy Roddick                  | 6 | 4 | 6    | 6(4) | 6 |
| 2 |         | Stefan Koubek                 | 7 | 5 | 2    | 2    |   |
| 2 |         | James Blake                   | 5 | 7 | 6    | 6    |   |
| 3 |         | Julian Knowle - Jurgen Melzer | 1 | 4 | 2    |      |   |
| 3 |         | Mike Bryan - Bob Bryan        | 6 | 6 | 6    |      |   |
| |         |                               |   |   |      |      |   |
| 4 |         | Stefan Koubek                 | 7 | 1 |      |      |   |
| 4 |         | Mike Bryan                    | 5 | 0 | ab   |      |   |
| |         |                               |   |   |      |      |   |
| 5 |         | Werner Eschauer               | 0 | 6 | 6(3) |      |   |
| 5 |         | Bob Bryan                     | 6 | 3 | 7(7) |      |   |
| |         |                               |   |   |      |      |   |

## Tur doi
| | Rusia | 3                                | -    | 2 | Cehia |   |     |
| --- | ----- | -------------------------------- | ---- | - | ----- | - | --- |
| Small Sport Arena "Luzhniki", Moscova, Rusia |       |                                  |      |   |       |   |     |
| 11 - 13 aprilie 2008 |       |                                  |      |   |       |   |     |
| \| 1 \| \| Marat Safin \| 6(5) \| 4 \| 6 \| 6 \| 6 \| \| 1 \| \| Tomas Berdych \| 7 \| 6 \| 3 \| 2 \| 4 \| \| 2 \| \| Igor Andreev \| 3 \| 2 \| 4 \| \| \| \| 2 \| \| Radek Stepanek \| 6 \| 6 \| 6 \| \| \| \| 3 \| \| Nikolaï Davydenko - Igor Andreev \| 3 \| 6 \| 7 \| 6 \| \| \| 3 \| \| Radek Stepanek - Pavel Vizner \| 6 \| 3 \| 5 \| 4 \| \| \| \| \| \| \| \| \| \| \| \| 4 \| \| Nikolaï Davydenko \| 6 \| 2 \| 6(5) \| 6 \| 1 \| \| 4 \| \| Tomas Berdych \| 3 \| 6 \| 7 \| 3 \| 2ab \| \| \| \| \| \| \| \| \| \| \| 5 \| \| Marat Safin \| 3 \| 3 \| \| \| \| \| 5 \| \| Lukas Dlouhy \| 6 \| 6 \| \| \| \| \| \| \| \| \| \| \| \| \| |       |                                  |      |   |       |   |     |
| 1 |       | Marat Safin                      | 6(5) | 4 | 6     | 6 | 6   |
| 1 |       | Tomas Berdych                    | 7    | 6 | 3     | 2 | 4   |
| 2 |       | Igor Andreev                     | 3    | 2 | 4     |   |     |
| 2 |       | Radek Stepanek                   | 6    | 6 | 6     |   |     |
| 3 |       | Nikolaï Davydenko - Igor Andreev | 3    | 6 | 7     | 6 |     |
| 3 |       | Radek Stepanek - Pavel Vizner    | 6    | 3 | 5     | 4 |     |
| |       |                                  |      |   |       |   |     |
| 4 |       | Nikolaï Davydenko                | 6    | 2 | 6(5)  | 6 | 1   |
| 4 |       | Tomas Berdych                    | 3    | 6 | 7     | 3 | 2ab |
| |       |                                  |      |   |       |   |     |
| 5 |       | Marat Safin                      | 3    | 3 |       |   |     |
| 5 |       | Lukas Dlouhy                     | 6    | 6 |       |   |     |
| |       |                                  |      |   |       |   |     |

| | Argentina | 4                                  | - | 1 | Suedia |   |   |
| --- | --------- | ---------------------------------- | - | - | ------ | - | - |
| Estadio Parque Roca, Buenos Aires, Argentina |           |                                    |   |   |        |   |   |
| 11 - 13 aprilie 2008 |           |                                    |   |   |        |   |   |
| \| 1 \| \| David Nalbandian \| 6 \| 5 \| 6 \| 6 \| \| \| 1 \| \| Thomas Johansson \| 2 \| 7 \| 4 \| 2 \| \| \| 2 \| \| Jose Acasuso \| 0 \| 4 \| 1 \| \| \| \| 2 \| \| Robin Soderling \| 6 \| 6 \| 6 \| \| \| \| 3 \| \| Guillermo Cañas - David Nalbandian \| 7 \| 6 \| 6 \| \| \| \| 3 \| \| Jonas Bjorkman - Robert Lindstedt \| 5 \| 4 \| 4 \| \| \| \| \| \| \| \| \| \| \| \| \| 4 \| \| David Nalbandian \| 6 \| 1 \| 4 \| 6 \| 9 \| \| 4 \| \| Robin Soderling \| 4 \| 6 \| 6 \| 4 \| 7 \| \| \| \| \| \| \| \| \| \| \| 5 \| \| Juan Monaco \| 6 \| 6 \| \| \| \| \| 5 \| \| Thomas Johansson \| 3 \| 3 \| \| \| \| \| \| \| \| \| \| \| \| \| |           |                                    |   |   |        |   |   |
| 1 |           | David Nalbandian                   | 6 | 5 | 6      | 6 |   |
| 1 |           | Thomas Johansson                   | 2 | 7 | 4      | 2 |   |
| 2 |           | Jose Acasuso                       | 0 | 4 | 1      |   |   |
| 2 |           | Robin Soderling                    | 6 | 6 | 6      |   |   |
| 3 |           | Guillermo Cañas - David Nalbandian | 7 | 6 | 6      |   |   |
| 3 |           | Jonas Bjorkman - Robert Lindstedt  | 5 | 4 | 4      |   |   |
| |           |                                    |   |   |        |   |   |
| 4 |           | David Nalbandian                   | 6 | 1 | 4      | 6 | 9 |
| 4 |           | Robin Soderling                    | 4 | 6 | 6      | 4 | 7 |
| |           |                                    |   |   |        |   |   |
| 5 |           | Juan Monaco                        | 6 | 6 |        |   |   |
| 5 |           | Thomas Johansson                   | 3 | 3 |        |   |   |
| |           |                                    |   |   |        |   |   |

| | Germania | 1                                   | -    | 4    | Spania |   |    |
| --- | -------- | ----------------------------------- | ---- | ---- | ------ | - | -- |
| AWD Dome, Brême, Germania |          |                                     |      |      |        |   |    |
| 11 - 13 aprilie 2008 |          |                                     |      |      |        |   |    |
| \| 1 \| \| Nicolas Kiefer \| 6(5) \| 0 \| 3 \| \| \| \| 1 \| \| Rafael Nadal \| 7 \| 6 \| 6 \| \| \| \| 2 \| \| Philipp Kohlschreiber \| 7 \| 4 \| 3 \| 2 \| \| \| 2 \| \| David Ferrer \| 6(3) \| 6 \| 6 \| 6 \| \| \| 3 \| \| P.Kohlschreiber - P.Petzschner \| 7 \| 6(1) \| 4 \| 6 \| 10 \| \| 3 \| \| Feliciano Lopez - Fernando Verdasco \| 6(3) \| 7 \| 6 \| 2 \| 12 \| \| \| \| \| \| \| \| \| \| \| 4 \| \| Michael Berrer \| 6 \| 6(5) \| 4 \| \| \| \| 4 \| \| Fernando Verdasco \| 2 \| 7 \| 6 \| 6 \| \| \| \| \| \| \| \| \| \| \| \| 5 \| \| Nicolas Kiefer \| 6 \| 6 \| \| \| \| \| 5 \| \| Feliciano Lopez \| 4 \| 6(2) \| \| \| \| \| \| \| \| \| \| \| \| \| |          |                                     |      |      |        |   |    |
| 1 |          | Nicolas Kiefer                      | 6(5) | 0    | 3      |   |    |
| 1 |          | Rafael Nadal                        | 7    | 6    | 6      |   |    |
| 2 |          | Philipp Kohlschreiber               | 7    | 4    | 3      | 2 |    |
| 2 |          | David Ferrer                        | 6(3) | 6    | 6      | 6 |    |
| 3 |          | P.Kohlschreiber - P.Petzschner      | 7    | 6(1) | 4      | 6 | 10 |
| 3 |          | Feliciano Lopez - Fernando Verdasco | 6(3) | 7    | 6      | 2 | 12 |
| |          |                                     |      |      |        |   |    |
| 4 |          | Michael Berrer                      | 6    | 6(5) | 4      |   |    |
| 4 |          | Fernando Verdasco                   | 2    | 7    | 6      | 6 |    |
| |          |                                     |      |      |        |   |    |
| 5 |          | Nicolas Kiefer                      | 6    | 6    |        |   |    |
| 5 |          | Feliciano Lopez                     | 4    | 6(2) |        |   |    |
| |          |                                     |      |      |        |   |    |

| | SUA | 4                               | -    | 1    | Franța |   |   |
| --- | --- | ------------------------------- | ---- | ---- | ------ | - | - |
| Lawrence Joel Veterans Memorial Coliseum, Winston-Salem, Carolina de Nord, SUA |     |                                 |      |      |        |   |   |
| 11 - 13 aprilie 2008 |     |                                 |      |      |        |   |   |
| \| 1 \| \| Andy Roddick \| 6 \| 7 \| 7 \| \| \| \| 1 \| \| Michael Llodra \| 4 \| 6(3) \| 6(5) \| \| \| \| 2 \| \| James Blake \| 7 \| 6(3) \| 6 \| 3 \| 7 \| \| 2 \| \| Paul-Henri Mathieu \| 6(5) \| 7 \| 3 \| 6 \| 5 \| \| 3 \| \| Bob Bryan - Mike Bryan \| 7 \| 5 \| 3 \| 4 \| \| \| 3 \| \| Arnaud Clément - Michael Llodra \| 6(7) \| 7 \| 6 \| 6 \| \| \| \| \| \| \| \| \| \| \| \| 4 \| \| Andy Roddick \| 6 \| 6 \| 6 \| \| \| \| 4 \| \| Paul-Henri Mathieu \| 2 \| 3 \| 2 \| \| \| \| \| \| \| \| \| \| \| \| \| 5 \| \| James Blake \| 6(4) \| 6 \| 6 \| \| \| \| 5 \| \| Richard Gasquet \| 7 \| 4 \| 4 \| \| \| \| \| \| \| \| \| \| \| \| |     |                                 |      |      |        |   |   |
| 1 |     | Andy Roddick                    | 6    | 7    | 7      |   |   |
| 1 |     | Michael Llodra                  | 4    | 6(3) | 6(5)   |   |   |
| 2 |     | James Blake                     | 7    | 6(3) | 6      | 3 | 7 |
| 2 |     | Paul-Henri Mathieu              | 6(5) | 7    | 3      | 6 | 5 |
| 3 |     | Bob Bryan - Mike Bryan          | 7    | 5    | 3      | 4 |   |
| 3 |     | Arnaud Clément - Michael Llodra | 6(7) | 7    | 6      | 6 |   |
| |     |                                 |      |      |        |   |   |
| 4 |     | Andy Roddick                    | 6    | 6    | 6      |   |   |
| 4 |     | Paul-Henri Mathieu              | 2    | 3    | 2      |   |   |
| |     |                                 |      |      |        |   |   |
| 5 |     | James Blake                     | 6(4) | 6    | 6      |   |   |
| 5 |     | Richard Gasquet                 | 7    | 4    | 4      |   |   |
| |     |                                 |      |      |        |   |   |

## Semifinale
| | Argentina    | 3                                 | -    | 2 | Rusia |   |   |
| --- | ------------ | --------------------------------- | ---- | - | ----- | - | - |
| Estadio Parque Roca, Buenos Aires, Argentina |              |                                   |      |   |       |   |   |
| 19 - 21 septembrie 2008 |              |                                   |      |   |       |   |   |
| \| 1 \| \| David Nalbandian \| 7 \| 6 \| 6 \| \| \| \| 1 \| \| Igor Andreev \| 6(5) \| 2 \| 4 \| \| \| \| 2 \| \| Juan Martín del Potro \| 6 \| 6 \| 6 \| \| \| \| 2 \| \| Nikolay Davydenko \| 1 \| 4 \| 2 \| \| \| \| 3 \| \| Agustín Calleri - Guillermo Cañas \| 2 \| 1 \| 7 \| 6 \| 6 \| \| 3 \| \| Igor Kunitsyn - Dmitry Tursunov \| 6 \| 6 \| 6(9) \| 3 \| 8 \| \| \| \| \| \| \| \| \| \| \| 4 \| \| David Nalbandian \| 6 \| 3 \| 6(2) \| 0 \| \| \| 4 \| \| Nikolay Davydenko \| 3 \| 6 \| 7 \| 6 \| \| \| \| \| \| \| \| \| \| \| \| 5 \| \| Juan Martín del Potro \| \| \| \| \| \| \| 5 \| Igor Andreev \| \| \| \| \| \| \| \| \| \| \| \| \| \| \| \| |              |                                   |      |   |       |   |   |
| 1 |              | David Nalbandian                  | 7    | 6 | 6     |   |   |
| 1 |              | Igor Andreev                      | 6(5) | 2 | 4     |   |   |
| 2 |              | Juan Martín del Potro             | 6    | 6 | 6     |   |   |
| 2 |              | Nikolay Davydenko                 | 1    | 4 | 2     |   |   |
| 3 |              | Agustín Calleri - Guillermo Cañas | 2    | 1 | 7     | 6 | 6 |
| 3 |              | Igor Kunitsyn - Dmitry Tursunov   | 6    | 6 | 6(9)  | 3 | 8 |
| |              |                                   |      |   |       |   |   |
| 4 |              | David Nalbandian                  | 6    | 3 | 6(2)  | 0 |   |
| 4 |              | Nikolay Davydenko                 | 3    | 6 | 7     | 6 |   |
| |              |                                   |      |   |       |   |   |
| 5 |              | Juan Martín del Potro             |      |   |       |   |   |
| 5 | Igor Andreev |                                   |      |   |       |   |   |
| |              |                                   |      |   |       |   |   |

| | Spania | 4                                   | -    | 1    | SUA |   |   |
| --- | ------ | ----------------------------------- | ---- | ---- | --- | - | - |
| Plaza de Toros de Las Ventas, Madrid, Spania |        |                                     |      |      |     |   |   |
| 19 - 21 septembrie 2008 |        |                                     |      |      |     |   |   |
| \| 1 \| \| Rafael Nadal \| 6(5) \| 6 \| 6 \| 6 \| \| \| 1 \| \| Sam Querrey \| 7 \| 4 \| 3 \| 4 \| \| \| 2 \| \| David Ferrer \| 7 \| 2 \| 1 \| 6 \| 8 \| \| 2 \| \| Andy Roddick \| 6(5) \| 6 \| 6 \| 4 \| 6 \| \| 3 \| \| Feliciano Lopez - Fernando Verdasco \| 6 \| 4 \| 3 \| 6 \| 4 \| \| 3 \| \| Mike Bryan - Mardy Fish \| 4 \| 6 \| 6 \| 4 \| 6 \| \| \| \| \| \| \| \| \| \| \| 4 \| \| Rafael Nadal \| 6 \| 6 \| 6 \| \| \| \| 4 \| \| Andy Roddick \| 4 \| 0 \| 4 \| \| \| \| \| \| \| \| \| \| \| \| \| 5 \| \| Feliciano Lopez \| 7 \| 7 \| \| \| \| \| 5 \| \| Sam Querrey \| 6(3) \| 6(4) \| \| \| \| \| \| \| \| \| \| \| \| \| |        |                                     |      |      |     |   |   |
| 1 |        | Rafael Nadal                        | 6(5) | 6    | 6   | 6 |   |
| 1 |        | Sam Querrey                         | 7    | 4    | 3   | 4 |   |
| 2 |        | David Ferrer                        | 7    | 2    | 1   | 6 | 8 |
| 2 |        | Andy Roddick                        | 6(5) | 6    | 6   | 4 | 6 |
| 3 |        | Feliciano Lopez - Fernando Verdasco | 6    | 4    | 3   | 6 | 4 |
| 3 |        | Mike Bryan - Mardy Fish             | 4    | 6    | 6   | 4 | 6 |
| |        |                                     |      |      |     |   |   |
| 4 |        | Rafael Nadal                        | 6    | 6    | 6   |   |   |
| 4 |        | Andy Roddick                        | 4    | 0    | 4   |   |   |
| |        |                                     |      |      |     |   |   |
| 5 |        | Feliciano Lopez                     | 7    | 7    |     |   |   |
| 5 |        | Sam Querrey                         | 6(3) | 6(4) |     |   |   |
| |        |                                     |      |      |     |   |   |

## Finală
| | Argentina       | 1                                   | -  | 3    | Spania |   |   |
| --- | --------------- | ----------------------------------- | -- | ---- | ------ | - | - |
| Estadio Polideportivo Islas Malvinas, Mar del Plata, Argentina |                 |                                     |    |      |        |   |   |
| 21 - 23 noiembrie 2008 |                 |                                     |    |      |        |   |   |
| \| 1 \| \| David Nalbandian \| 6 \| 6 \| 6 \| \| \| \| 1 \| \| David Ferrer \| 3 \| 2 \| 3 \| \| \| \| 2 \| \| Juan Martín del Potro \| 6 \| 6(2) \| 6(4) \| 3 \| \| \| 2 \| \| Feliciano Lopez \| 4 \| 7 \| 7 \| 6 \| \| \| 3 \| \| Agustín Calleri - David Nalbandian \| 7 \| 5 \| 6(5) \| 3 \| \| \| 3 \| \| Feliciano Lopez - Fernando Verdasco \| 5 \| 7 \| 7 \| 6 \| \| \| \| \| \| \| \| \| \| \| \| 4 \| \| José Acasuso \| 3 \| 7 \| 6 \| 3 \| 1 \| \| 4 \| \| Fernando Verdasco \| 6 \| 6(3) \| 4 \| 6 \| 6 \| \| \| \| \| \| \| \| \| \| \| 5 \| \| David Nalbandian \| nu \| s-a \| jucat \| \| \| \| 5 \| Feliciano Lopez \| \| \| \| \| \| \| \| \| \| \| \| \| \| \| \| |                 |                                     |    |      |        |   |   |
| 1 |                 | David Nalbandian                    | 6  | 6    | 6      |   |   |
| 1 |                 | David Ferrer                        | 3  | 2    | 3      |   |   |
| 2 |                 | Juan Martín del Potro               | 6  | 6(2) | 6(4)   | 3 |   |
| 2 |                 | Feliciano Lopez                     | 4  | 7    | 7      | 6 |   |
| 3 |                 | Agustín Calleri - David Nalbandian  | 7  | 5    | 6(5)   | 3 |   |
| 3 |                 | Feliciano Lopez - Fernando Verdasco | 5  | 7    | 7      | 6 |   |
| |                 |                                     |    |      |        |   |   |
| 4 |                 | José Acasuso                        | 3  | 7    | 6      | 3 | 1 |
| 4 |                 | Fernando Verdasco                   | 6  | 6(3) | 4      | 6 | 6 |
| |                 |                                     |    |      |        |   |   |
| 5 |                 | David Nalbandian                    | nu | s-a  | jucat  |   |   |
| 5 | Feliciano Lopez |                                     |    |      |        |   |   |
| |                 |                                     |    |      |        |   |   |

## Baraj
Articol principal Cupa Davis baraj 2008
Cele 8 echipe din grupa mondială care au pierdut în primul tur al Cupei Davis și cele 8 echipe câștigătoare ale grupei I susțin în perioada 19-21 septembrie meciuri de baraj pentru grupa mondială 2009.
| Echipa gazdă  | Scor | Echipa oaspete |
| ------------- | ---- | -------------- |
| Chile         | 3-2  | Australia      |
| Regatul Unit  | 2-3  | Austria        |
| Elveția       | 4-1  | Belgia         |
| Croația       | 4-1  | Brazilia       |
| Israel        | 4-1  | Peru           |
| Țările de Jos | 3-2  | Coreea de Sud  |
| România       | 4-1  | India          |
| Slovacia      | 1-4  | Serbia         |